# Jacinto Pallares
Jacinto Pallares López (Michoacán, 9 de septiembre de 1842 - Ciudad de México, 2 de diciembre de 1904) fue un abogado mexicano de mucho prestigio. Tuvo una relación conflictiva con el presidente Porfirio Díaz, pues se oponía a su régimen. Generalmente reconocido como el primer abogado de la República. Fue escritor, investigador y juriconsultor que se esforzaba por defender las causas de sus clientes. Creía en que la humanidad alcanzaría un alto grado de bienestar material y moral gracias a la ciencia. El 3 de febrero de 1914 en la Escuela Nacional de Jurisprudencia se realizó una ceremonia para develar el retrato del extinto profesor Jacinto Pallares, aula magna que desde esa fecha lleva su nombre en la que luego sería la Facultad de Derecho de la Universidad Nacional Autónoma de México (UNAM). El edificio de la Procuraduría General de la República, ubicado en Reforma 75, colonia Guerrero, tiene en su parte central un patio cuadrangular y cuatro cuerpos de construcción que muestran en el frente los nombres y las figuras de 26 juristas mexicanos que representan y simbolizan, entre otros, la excelencia del pensamiento jurídico mexicano, incluido Jacinto Pallares.

## Biografía
Nació el 9 de septiembre de 1842 en la Hacienda de los Remedios, cerca de Valladolid, hoy Morelia, Michoacán. Sus padres fueron José Pallares y María Ramona Orozco, una mujer que parecía tener rasgos indígenas. Se desconoce prácticamente todo de la infancia de Pallares, aunque sí se sabe que tuvo buena relación con su padre, quien le tramitó su título profesional cuando ya se encontraba en la Ciudad de México y que el Sr. José falleció el 9 de agosto de 1876.
El 8 de febrero de 1874 se casó con Rosario Portillo Zuleta. Tuvieron nueve vástagos, entre ellos el Dr. Eduardo Pallares Portillo (1885-1972), continuador de su legado jurídico, y Carmen Pallares (1879-1958), esposa de Demetrio Sodi Guergué (1866-1934), también jurista.
Falleció el 2 de diciembre de 1904 en una casona ubicada en la 1.ª calle del Indio Triste 9, en la Ciudad de México por bronconeumonía.

## Comienzos

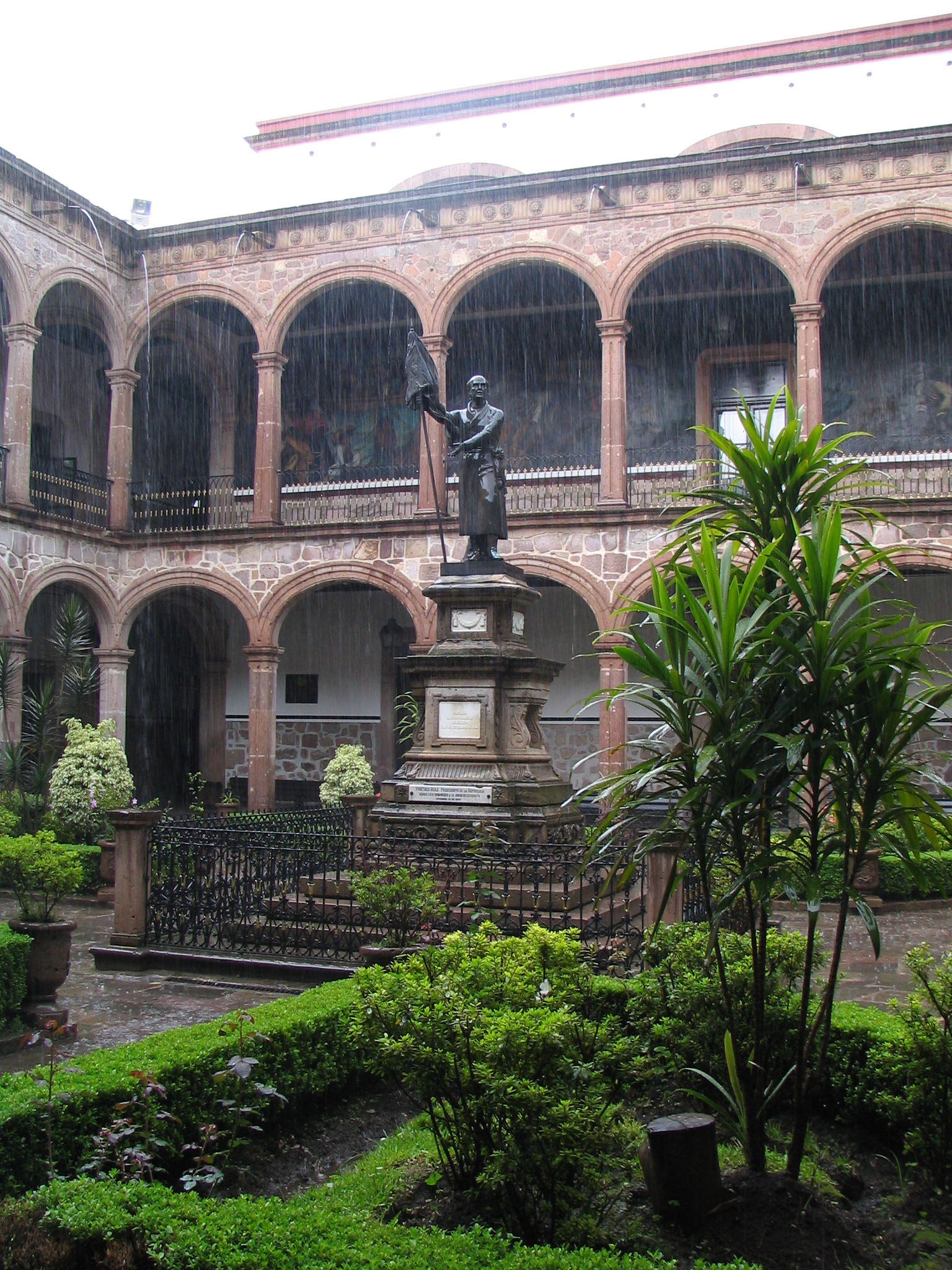
El abogado Pallares López fue egresado del Colegio de San Nicolás de Hidalgo.

Sus primeros estudios los realizó en el Colegio del Seminario, en la ciudad de Morelia. En este colegio logró presentar varias "funciones". En ese entonces eran los exámenes que podían presentar al final del año los alumnos que habían logrado destacar durante el año escolar. Después llegó al colegio de San Nicolás, donde terminó los cursos de Derecho natural, de Dialéctica y de Moral.[cita requerida]
Recibió el título de abogado el 18 de septiembre de 1869, avalado por el %Tribunal Superior de Justicia de Morelia.

## Desarrollo profesional
Debido a su pobreza, cuando estudiaba Jacinto Pallares se vio obligado a aceptar empleos modestos, como el de escribiente en varias oficinas públicas e incluso trabajó como ayudante de un comercio y en el campo. Así pagó sus estudios y salió adelante.
Alrededor de 1862, Pallares mantenía una estrecha relación con Rafael Gómez, dueño de El orden, un periódico local, católico, antirrepublicano y afiliado al Partido Conservador. Después de un lapso, Jacinto asumió el puesto de director de dicho periódico, lo que lo llevó de lleno al corazón de las disputas políticas entre conservadores y liberales, monárquicos y republicanos. Como estando en esa posición permitió que un colaborador publicara un artículo atacando personalmente a Benito Juárez fue condenado a ocho años de prisión, mismos que nunca sufrió, pero que lo obligó a enfrentar situaciones difíciles.
A raíz de la entrada de los liberales a Morelia, después de la caída del Imperio de Maximiliano, fue perseguido por esa publicación, por lo que se refugió en la Ciudad de México donde el propio Juárez lo indultó posteriormente.

## Desarrollo profesional en la Ciudad de México

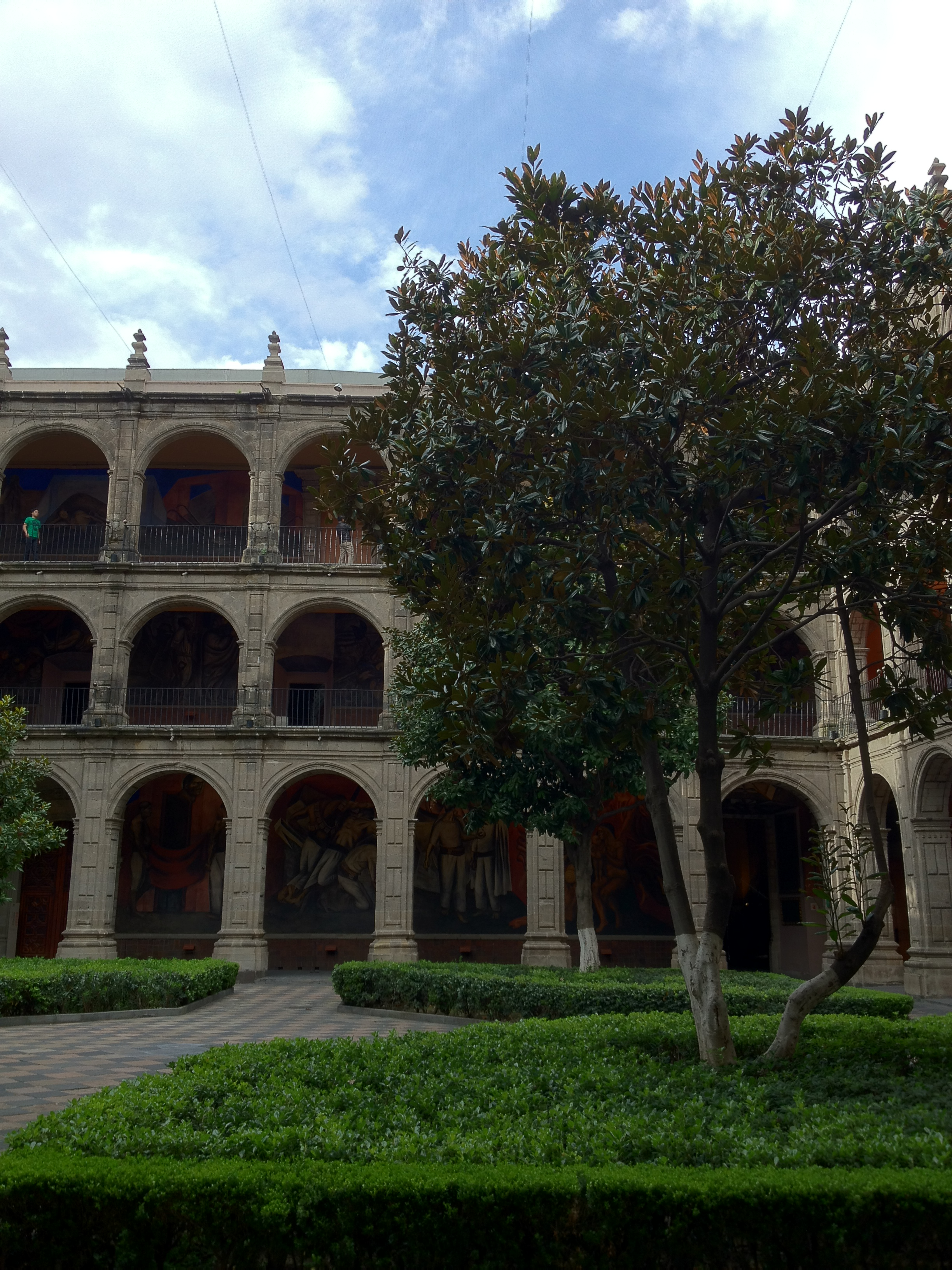
Jacinto Pallares fue un gran maestro de Derecho

Cuando llegó a la Ciudad de México, colaboró brevemente con la Sociedad Católica y se acogió de nuevo a la protección de Rafael Gómez, al tiempo que pasó por una profunda crisis espiritual que lo llevó a romper tanto con su pasado conservador como con su fe católica.
Una vez obtenido el indulto presidencial, en el gobierno de Juárez obtuvo el nombramiento de juez. Se presentó por oposición en la Escuela Nacional de Jurisprudencia le fue otorgada la cátedra de Derecho natural (1870). También ganó la oposición las cátedras de Derecho romano (1880); Procedimientos criminales (1882) y de Elocuencia forense (1883). Gracias al trabajo La unidad oratoria en 1888 obtuvo las cátedras de Derecho mercantil y Derecho civil, mismas que impartió hasta su muerte. Estaba reputado como el mejor abogado de México, pero como no estaba de acuerdo con las reelecciones de Porfirio Díaz, nunca hubo relaciones, ni atenciones entre ambos personajes. Al margen de la vida política, por decisión propia, su labor como jurisconsulto fue constante e infatigable y le atrajo un gran prestigio.

## Su personalidad
En su página Juristas UNAM. Jacinto Pallares López hay varios testimonios personales sobre el Lic. Jacinto Pallares. Entre ellos, destacan los de su exalumno José Vasconcelos y el de don Porfirio:
Vasconcelos lo describió: Enjuto de tez, ojillos penetrantes, frente muy blanca, sienes delicadas y cabellos negros, levemente rizosos, sus fieles lo comparaban con Sócrates por la fealdad y por unos sarcasmos que yo hallaba crueles. Hablaba apoyando el mentón en el puño de oro de su bastón, y con gala de impertinencia exclamaba: “Esto no se los explico, porque ustedes no me entenderían […]. Este país de catorce millones de imbéciles”.
Por su parte don Porfirio, según el propio Pallares, dijo: El señor senador Carlos Sodi y su esposa, padres políticos de mi hija Carmen, hicieron ayer, 29 de mayo de 1902, día del Corpus, una visita al Presidente de la República don Porfirio Díaz y a su esposa. Ese estadista, a quien no he tenido la honra de tratar durante los cinco lustros que lleva de encontrarse en la cima del poder y en las nubes de todas las adulaciones, al hablarse de mi persona en las conversaciones con dichos visitantes, les dijo que yo era el primer abogado de la República, pero a la vez, muy grosero.
Juristas UNAM también consignó dos de sus máximas:
- La palabra justicia es la palabra más sabia que ha salido de los labios humanos.
- El que se arrastra como gusano, no se queje de ser pisoteado.

En el tercer tomo de sus memorias, Nemesio García Naranjo lo describe: ...Pallares era tan buen maestro, que no me costaba mucho esfuerzo seguirlo en sus enseñanzas.  Si no me cautivaba la materia, sí me seducía el proceso mental de si lógica impecable.  Exponía la doctrina de manera transparente, y luego aplicaba dicha doctrina a los artículos concretos del Código Civil.  Parecía un investigador de laboratorio que enfocaba el objetivo del microscopio en un instante, para hacer ver lo que a simple vista era invisible.  De la sequedad invetitable del texto de la Ley, infería el pensamiento del legislador.

## Obras
Su primera obra reconocida fue El Poder Judicial, en la cual expuso la doctrina y el Derecho positivo
relacionados con los procedimientos penales. Recopiló e hizo un análisis de las leyes, que en aquel entonces se encontraban dispersas.
Otras de sus obras principales son:
- -Derecho mercantil.
- -Contratos solemnes.
- -Naturaleza jurídica del cheque mexicano.
- -La pena de muerte.
- -El doctorado en derecho.
- -El robo de electricidad.